# Оррит, Мишель
Мишель Оррит (англ. Michel Orrit; род. 27 февраля 1956 года, в Тулузе, Франция) — французский учёный-физик, работающий в области физики, химии и нанотехнологий. В настоящее время работает в Лейденском университете (Нидерланды). М.Оррит вместе с У.Э.Мернером считается пионером научного направления спектроскопии одиночных молекул.

## Биография и научно-образовательная деятельность
Научная область деятельности М. Оррита - оптическая спектроскопия молекулярных материалов (органических кристаллов, пленок Ленгмюра-Блоджетта, растворов красителей в полимерах и молекулярных жидкостях). Он последовательно проводил детектирование слабых оптических сигналов, возникающих из все меньшего числа молекул. Начав с поверхностных экситонов в одном слое молекулярного кристалла, он перешел к окрашенным пленкам Ленгмюра-Блоджетта во время своего пребывания после докторантуры в Геттингене (1985-1986).
В 1990 году М. Оррит и Дж. Вернард достигли предельного предела обнаружения одной молекулы, достижение, которое многие в то время считали невозможным. За год до них Л. Кадор и У. Мёрнер обнаружили одномолекулярный сигнал в спектре поглощения, но значительно лучшее соотношение сигнал / шум метода возбуждения флуоресценции позволило Орриту и Бернарду доказать, что их сигналы происходят от отдельных молекул, открыв тем самым новую область исследований: одномолекулярную спектроскопию. С тех пор одномолекулярная флуоресценция как метод проникла в область биофизики, физической химии и материаловедения. Он образует один из двух столпов современной научной революции сверхразрешения в оптической микроскопии.
После открытия одномолекулярных сигналов группа Оррита исследовала новые возможности, открываемые одиночными молекулами для изучения структуры и динамики в нанометровых масштабах, квантовой оптики, одиночных спиновых и одиночных фотонных манипуляций, а затем предложила производить одиночные фотоны по команде. Его последние интересы включают фототермическое обнаружение индивидуальных поглотителей в качестве альтернативы флуоресцентным меткам, оптико-механическое зондирование одиночных наночастиц золота, зондирование переноса заряда в органических твердых телах, молекулярные аспекты структуры и динамики мягких и сложных веществ.
Основные Научные Достижения
Главным научным достижением М. Оррита является первое четкое оптическое обнаружение одной иммобилизованной молекулы. Этот эксперимент был проведен в молекулярном кристалле при низкой температуре и был опубликован в 1990 году [1] . Эта работа вызвала шквал новых работ в разных направлениях, сначала в криогенных условиях, но после 1993 и в условиях окружающей среды [2] . Ниже перечислены некоторые другие важные вклады М. Оррита:
1. До одномолекулярных экспериментов Оррит работал над взаимодействием монослоев и тонких пленок со светом. Он предложил общую теорию для количественной оценки оптического отражения и пропускания таких тонких пленок, включая поправки на спонтанную эмиссию, которые очень важны для молекулярных сборок, таких как J-агрегаты [3] .
2. Оригинальным применением одиночных молекул, находящихся на границе между физической химией и квантовой оптикой, является их использование в качестве модельных квантовых систем. Группа Оррита достигла ряда фундаментальных экспериментов в этой области, включая измерения эффекта Ак-Штарка на оптических частотах или доставку одиночных фотонов по команде одной органической молекулы [4] . Эти эксперименты позже были продублированы с неорганическими системами, такими как самосборные квантовые точки или цветовые центры в алмазе [5] .
3. Одиночные флуоресцентные объекты часто представляют собой характерную прерывистость (также называемую включенным-выключенным миганием), даже при стабильных условиях возбуждения. Верберк и Оррит предложили простую модель туннелирования заряда и захвата для объяснения пекулярного статистического самоподобия мигающих следов. Впервые обнаруженный на полупроводниковых нанокристаллах, этот степенной закон мигания был позже замечен для одиночных молекул и других флуоресцентных излучателей, к которым может быть применена та же теория [6] .
4. Поскольку флуоресцентные сигналы часто прерываются миганием, очень привлекательно непосредственно обнаруживать оптическое поглощение отдельных нанообъектов. Группа Оррита предложила первое фототермическое обнаружение иммобилизованных наночастиц золота в качестве альтернативы флуоресцентным меткам [7]. Фототермическое обнаружение основывается на модулированной во времени тепловой неоднородности вокруг поглощающей частицы и обеспечивает высокое отношение сигнал-шум снова непоглощающих рассеивателей. Преемник Оррита в Бордо, Б. Лоуни, усовершенствовал этот метод и сделал его более практичным. Применяя фототермический принцип с короткими лазерными импульсами, группа Оррита изучила акустические колебания отдельных наночастиц золота (сфер, стержней) и отдельных кластеров (гантелей). Выделение одной частицы исключает неоднородность и дает доступ к демпфирующим механизмам вибрации [8] . В дальнейшем к одной наночастице золота, используемой в качестве локального зонда, будет применена широкая панель оптической диагностики (спектральная, временная, химическая, термическая).
5. Вслед за вращательной диффузией молекул красителя в молекулярном стеклообразователе, сверхохлажденном глицероле, группа Оррита подтвердила ранее проведенные наблюдения по Орто-терфенилу динамической гетерогенности, они получили доказательства превышения длительных времен обмена [9] .
Они были коррелированы с началом слабого твердоподобного поведения выше температуры стеклования, о котором ранее не сообщалось. Этот результат иллюстрирует способность отдельных молекул обнаруживать и изучать неоднородность даже в предположительно хорошо известных системах. Это открытие было центром 5-летнего проекта, поддержанного ERC Advanced Grant Orrit's (2008). Более широкая идея этого проекта состоит в том, чтобы использовать молекулярное понимание из химической физики для обоснования общих идей о мягкой материи.
6. Начальным направлением исследований Оррита является низкотемпературная спектроскопия органических молекулярных кристаллов с высоким разрешением. Он до сих пор проводит исследования в этой области с помощью спектроскопии высокого разрешения одиночных поглощающих молекул в проводящих кристаллах, таких как антрацен. Его группа обнаружила локальные акустические осцилляторы на очень низких частотах [10], которые, по-видимому, локализованы вокруг кристаллических дефектов. Только местные репортеры, такие как одиночные молекулы, могут идентифицировать эти низкочастотные осцилляторы, которые ранее не наблюдались. Эти моды могут быть связаны с локальными осцилляторами, которые, как считается, отвечают за пик бозона при рассеянии света стекол и других неупорядоченных материалов.
[1.] M. Orrit and .1. Bernard, Phys. Rev. Lett. 65 (1990) 2716.
[2.] W. E. Moemer and M. Orrit, Science 283 (1999) 1670.
[3.] M. Orrit et al. J. Chem. Phys. 85 (1986) 4966.
[4.] Ch. Brunel et al., Phys. Rev, Lett. 83 (1999) 2722.
[5.] B. Lounis, M. Orrit, Rep. Prog. Phys. 68 (2005) 1129
[6.] F. Cichos, C. von Borczyskowski, M. Orrit. Curr. Opin. Coll. Interf Sci. 12 (2007) 272.
[7.] D. Boyer et al., Science 297 (2002) 1160.
[8.] M. A. van Dijk, M. Lippitz, M. Orrit, Phys. Rev. Lett. 95 (2005) 267406
[9.] R. Zondervan et al., Proc. Natl. Acad. Sci. USA 104 (2007) 12628
[10.] M. Kol'chenko et al., New J. Phys. 11 (2009) 023037.

## Награды
- 2000 — Премия Гей-Люссака и Гумбольта
- 2007 — Медаль Карла Фридриха Бонхеффера
- 2016 — Приз «Physica»
- 2016 — Премия Эдисона Вольты
- 2017 — Премия Спинозы
- 2018 — Почетный профессор Московского Педагогического Государственного Университета[1][2]